# Olympiska sommarspelen 1948
Olympiska sommarspelen 1948 var de fjortonde moderna olympiska spelen och hölls i London i Storbritannien mellan den 29 juli och den 14 augusti 1948. Dessa var de första olympiska sommarspelen sedan 1936 (1940 och 1944 inställda på grund av andra världskriget). Tävlingarna i London sågs av drygt 1,2 miljoner åskådare.
Precis som 1912 och 1920 kom Sverige 1948 tvåa i medaljligan i sommar-OS. Denna gång med 16 guld-, 11 silver- och 17 bronsmedaljer.

## Att notera
- Med andra världskriget i färskt minne uteslöts Tyskland och Japan från deltagande.[1] Italien inbjöds däremot till spelen. Dock var 59 deltagande nationer nytt rekord.
- Fanny Blankers-Koen var spelens lysande stjärna med inte mindre än fyra guldmedaljer, 100 m, 200 m, 80 häck och 4 x 100 m.[1]
- Ilona Elek, Ungern (florettfäktning) och Jan Brzák, Tjeckoslovakien (kanot, C-2) försvarade de olympiska titlar, som de erövrade 12 år tidigare.
- Den belgiske maratonlöparen Etienne Gailly var den förste som kom in på stadion, men han var så fysiskt och mentalt uttröttad, att han med möda kunde gå runt stadionvarvet. Han blev passerad av två löpare och slutade trea.
- Kanottävlingarna öppnades för kvinnor. Premiärsegrare blev Karen Hoff, Danmark.
- Audrey Patterson, USA, blir den första färgade kvinnliga OS-medaljören, brons på 200 m.
- Dagen efter blir Alice Coachman, USA, första färgade kvinnliga OS-segrare genom att vinna höjdhoppet.
- Ungerske segraren i snabbpistol, Károly Takács, blev 1938 av med sin högra hand (skjuthanden) i en granatolycka. Målmedvetet tränade han upp vänsterhanden och nu stod han som segrare.
- I tyngdlyftningens lätta tungviktsklass tog Harold Sakata, USA, silver. Han blev senare skådespelare och blev känd i rollen som Oddjob i Bond-filmen Goldfinger.
- Jamaica fick första OS-medaljen. Arthur Wint tog silver på 800 m. Tre dagar senare kom första OS-guldet, Wint igen, genom segern på 400 m.
- Det blev också första OS-guldet någonsin för Mexiko. Humberto Mariles Cortés vann hästhoppningen där dessutom landsmannen Rubén Uriza Castro tog silver.
- Lennart Viitalas guld i brottning är, åtminstone till 2019, det senaste guldet för Finland i fri stil.
- För första gången utdelades diplom till de sex högst placerade i varje gren.
- Trots att de föregående spelen, i Berlin 1936, var de elfte, räknas dessa spel som de fjortonde. Även om spelen 1940 och 1944 ställdes in på grund av andra världskriget räknas dessa som de tolfte och trettonde.

## Sporter
| - Basket - Boxning - Brottning - Cykling - Fotboll - Friidrott - Fäktning |  | - Gymnastik - Kanotsport - Lacrosse - Landhockey - Modern femkamp - Ridsport - Rodd |  | - Segling - Simhopp - Simning - Skytte - Tyngdlyftning - Vattenpolo |

## Medaljfördelning
| Plac. | Land            | Guld | Silver | Brons | Totalt antal medaljer |
| ----- | --------------- | ---- | ------ | ----- | --------------------- |
| 1     | USA             | 38   | 27     | 19    | 84                    |
| 2     | Sverige         | 16   | 11     | 17    | 44                    |
| 3     | Frankrike       | 10   | 6      | 13    | 29                    |
| 4     | Ungern          | 10   | 5      | 12    | 27                    |
| 5     | Italien         | 8    | 11     | 8     | 27                    |
| 6     | Finland         | 8    | 7      | 5     | 20                    |
| 7     | Turkiet         | 6    | 4      | 2     | 12                    |
| 8     | Tjeckoslovakien | 6    | 2      | 3     | 11                    |
| 9     | Schweiz         | 5    | 10     | 5     | 20                    |
| 10    | Danmark         | 5    | 7      | 8     | 20                    |

## Konsttävlingar
Konsttävlingar infördes vid olympiska sommarspelen 1912, men var omdiskuterade. Sista gången de förekom i olympiska sammanhang var vid sommarspelen 1948.

### Urval av medaljörer
| Person           | Medalj | Land           | Konst             | Projekt                    |
| ---------------- | ------ | -------------- | ----------------- | -------------------------- |
| Adolf Hoch       | Guld   | Österrike      | Arkitektur        | Hoppbacke i Koblenz        |
| Alfred Rinesch   | Silver | Österrike      | Arkitektur        | Vattesportcenter i Kernten |
| Nils Olsson      | Brons  | Sverige        | Arkitektur        | Valhallabadet i Göteborg   |
| Gustaf Nordahl   | Guld   | Sverige        | Skulptur          | Hyllning till Ling         |
| Chintamoni Kar   | Silver | Storbritannien | Skulptur          | Hjortbock                  |
| Aale Tynni       | Guld   | Finland        | Litteratur, Lyrik | Lagerkrans från Hellas     |
| Gabriele Bianchi | Brons  | Italien        | Musik, sång       | Olympisk hymn              |

## Deltagande nationer
Totalt deltog 59 länder i spelen 1948. Brittiska Guyana (nu Guyana), Burma, Ceylon (nu Sri Lanka), Iran, Irak, Jamaica, Libanon, Pakistan, Puerto Rico, Singapore, Sydkorea, Syrien, Trinidad och Tobago och Venezuela debuterade vid dessa spel. För första gången deltog Filippinerna och Indien som självständiga nationer. Tyskland och Japan som båda var under militär ockupation av de allierade staterna under andra världskriget fick inte delta. Italien som från början också var en av axelmakterna under kriget fick delta ändå då de bytte sida efter att Benito Mussolini avsattes. Sovjetunionen var inbjudna att delta men avstod.
| | | | |
| - Afghanistan - Argentina - Australien - Belgien - Bermuda - Brasilien - Brittiska Guyana - Burma - Ceylon - Chile - Colombia - Danmark - Egypten - Filippinerna - Finland | - Frankrike - Grekland - Indien - Iran - Irak - Irland - Italien - Island - Jamaica - Jugoslavien - Kanada - Kuba - Libanon - Liechtenstein - Luxemburg | - Malta - Mexiko - Monaco - Nederländerna - Norge - Nya Zeeland - Pakistan - Panama - Peru - Polen - Portugal - Puerto Rico - Republiken Kina - Schweiz - Singapore | - Spanien - Storbritannien - Sverige - Sydafrika - Sydkorea - Syrien - Tjeckoslovakien - Trinidad och Tobago - Turkiet - Ungern - Uruguay - USA - Venezuela - Österrike |